# Zanāqol
Zanāqol (persiska: زناقل) är en ort i Iran.   Den ligger i provinsen Khorasan, i den nordöstra delen av landet, 700 km öster om huvudstaden Teheran. Zanāqol ligger 1 156 meter över havet och antalet invånare är 189.
Terrängen runt Zanāqol är platt. Runt Zanāqol är det ganska tätbefolkat, med 185 invånare per kvadratkilometer. Närmaste större samhälle är Chenārān, 3,3 km väster om Zanāqol. Trakten runt Zanāqol består till största delen av jordbruksmark.